# Bola de futebol americano

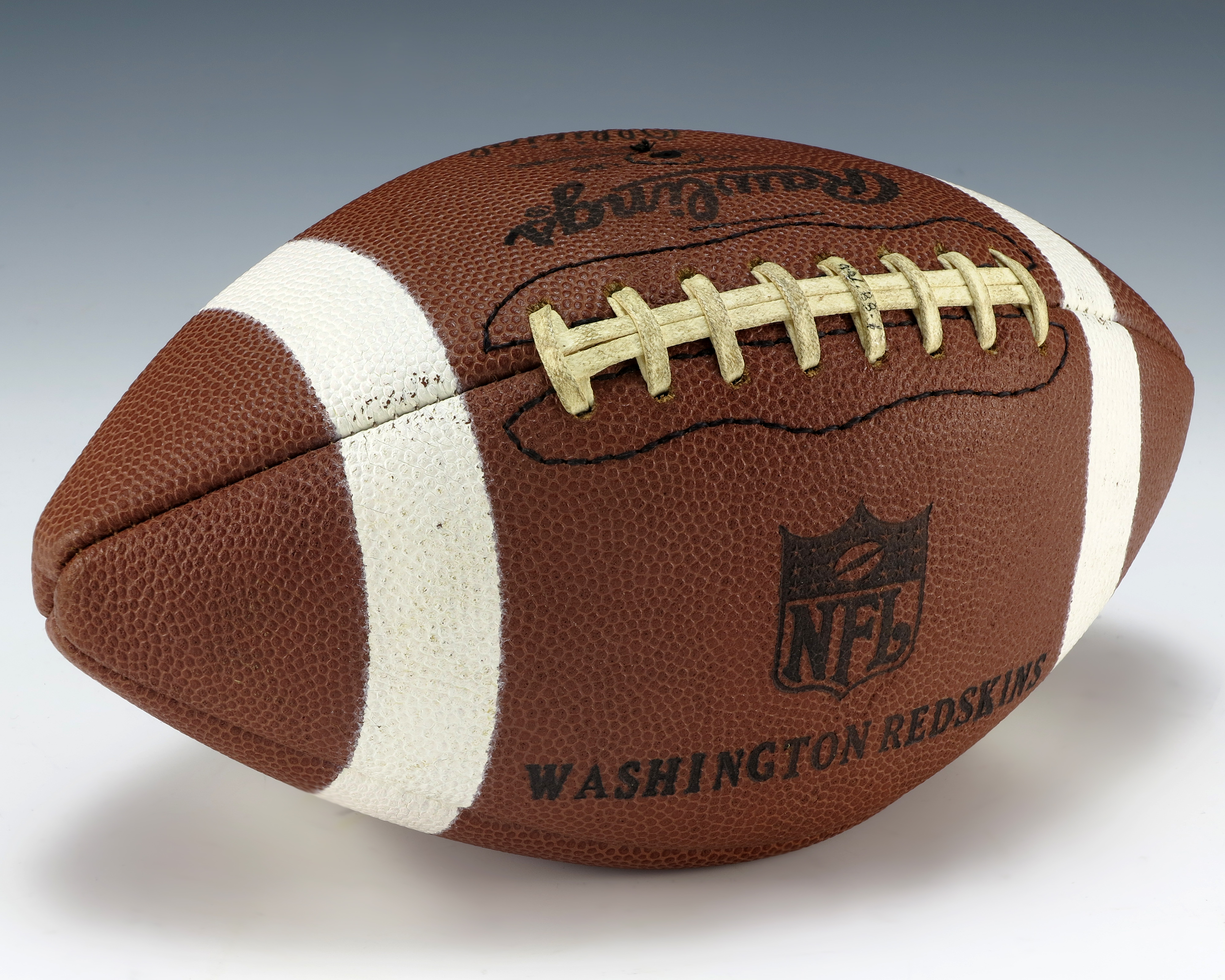
Bola de futebol americano utilizada na NFL (Estados Unidos).

A bola de futebol americano é um equipamento desportivo utilizado nas competições de futebol americano.

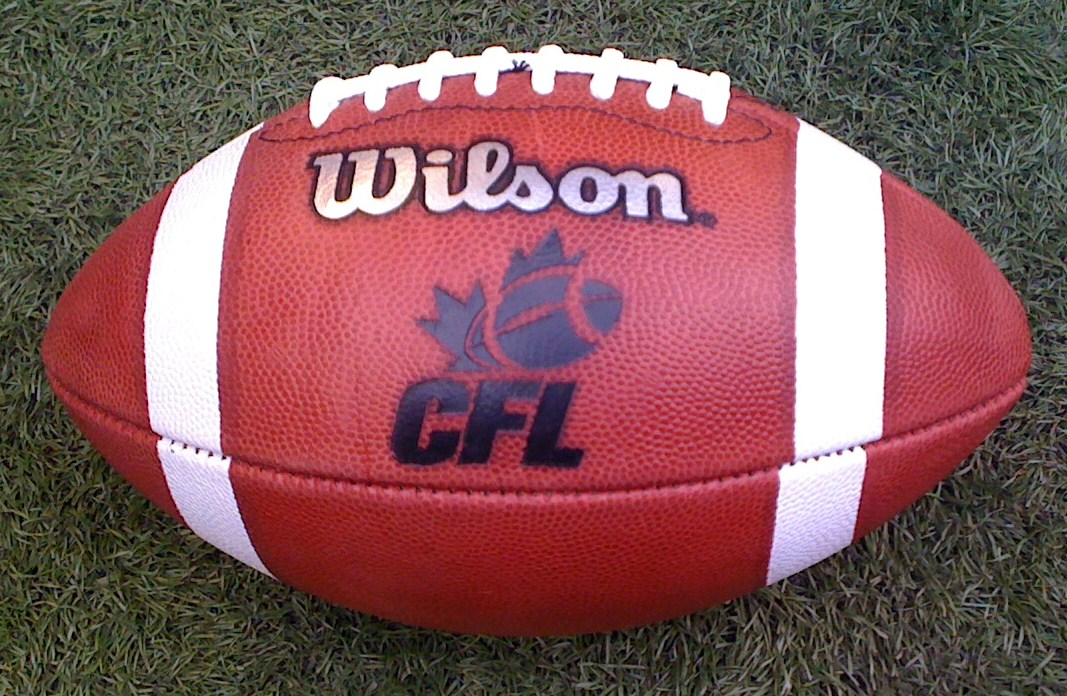
Bola utilizada na CFL (Canadá).

A bola usada nos Estados Unidos e Canadá são geralmente feitas de couro bovino. As bolas usadas em ligas juvenis são feitas de borracha ou plástico. Desde 1941, a empresa Horween tem sido a produtora exclusiva das bolas da liga profissional National Football League. A bola é da cor amarronzada e tem superfície enrugada, para facilitar a pegada e evitar deslizes. Nas pontas da bola, ela são pintadas para facilitar a visão noturna do recebedor.